# Championnat du Cameroun de football 2000
Navigation
Saison précédente Saison suivante
La saison 2000 du Championnat du Cameroun de football était la 40e édition de la première division camerounaise, la MTN Elite 1. Les équipes sont regroupées au sein d'une poule unique, où chaque équipe affronte tous les adversaires deux fois, à domicile et à l'extérieur.
C'est le Fovu Baham qui termine en tête du championnat cette année. C'est le premier titre de champion de son histoire.

## Les 16 clubs participants
| - Cotonsport Garoua - Tonnerre Yaoundé - Canon Yaoundé - Union Douala - Caïman de Douala - Promu de D2 - Stade Bandjoun - Espérance Guider - Promu de D2 - Sable Batié | - Panthère du Ndé - Kumbo Strikers - Racing Club Bafoussam - Olympique Mvolyé - Fovu Baham - Girondins Ngaoundéré - Ports FC Douala - Cintra Yaoundé - Promu de D2 |

## Compétition

### Classement
| Rang | Équipe               | Pts | J  | G  | N  | P  | Bp | Bc | Diff |
| ---- | -------------------- | --- | -- | -- | -- | -- | -- | -- | ---- |
| 1    | Fovu Baham           | 59  | 30 | 17 | 8  | 5  | 42 | 18 | +24  |
| 2    | Cotonsport Garoua    | 53  | 30 | 15 | 8  | 7  | 41 | 19 | +22  |
| 3    | Union Douala         | 51  | 29 | 13 | 8  | 8  | 34 | 23 | +11  |
| 4    | Sable Batié (T)      | 45  | 30 | 11 | 12 | 7  | 39 | 26 | +13  |
| 5    | Tonnerre Yaoundé     | 44  | 30 | 11 | 11 | 8  | 34 | 30 | +4   |
| 6    | Stade Bandjoun       | 43  | 30 | 11 | 10 | 9  | 23 | 28 | -5   |
| 7    | Canon Yaoundé        | 42  | 29 | 11 | 9  | 9  | 34 | 34 | 0    |
| 8    | Racing Bafoussam     | 39  | 30 | 10 | 9  | 11 | 31 | 33 | -2   |
| 9    | Cintra Yaoundé (P)   | 39  | 30 | 9  | 12 | 9  | 28 | 31 | -3   |
| 10   | Espérance Guider (P) | 37  | 29 | 11 | 4  | 14 | 28 | 36 | -8   |
| 11   | Kumbo Strikers (C)   | 37  | 30 | 8  | 13 | 9  | 21 | 21 | 0    |
| 12   | Girondins Ngaoundéré | 35  | 30 | 9  | 8  | 13 | 27 | 35 | -8   |
| 13   | Olympique Mvolyé     | 35  | 30 | 9  | 8  | 13 | 33 | 41 | -8   |
| 14   | Caïman de Douala (P) | 34  | 30 | 9  | 7  | 14 | 31 | 30 | +1   |
| 15   | Ports FC Douala      | 33  | 30 | 8  | 9  | 13 | 25 | 31 | -6   |
| 16   | Panthère du Ndé      | 20  | 29 | 4  | 8  | 17 | 13 | 34 | -21  |

|  | Qualifié pour la Ligue des champions de la CAF 2001 |
|  | Qualifié pour la Coupe des Coupes 2001              |
|  | Qualifié pour la Coupe de la CAF 2001               |
|  | Relégué en deuxième division                        |

## Bilan de la saison
| Tableau d'Honneur                   |                |
| Compétition                         | Vainqueur      |
| Championnat du Cameroun de football | Fovu Baham     |
| Coupe du Cameroun                   | Kumbo Strikers |

| Qualifications continentales       |                   |
| Ligue des champions de la CAF 2001 | Qualifié          |
| Premier tour                       | Fovu Baham        |
| Coupe des Coupes 2001              | Qualifiés         |
| Premier tour                       | Kumbo Strikers    |
| Coupe de la CAF 2001               | Qualifiés         |
| Premier tour                       | Cotonsport Garoua |

| Promotion et relégation |                                                  |
| Relégués en 2e division | Caïman de Douala Ports FC Douala Panthère du Ndé |
| Promus en MTN Elite 1   | Dynamo Douala Unisport Bafang Mount Cameroun     |